# Haplophryne mollis

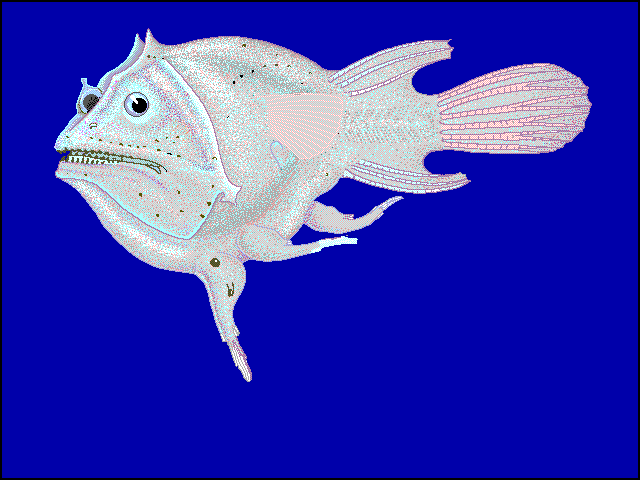
Haplophryne mollis cái với con đực bị teo lại gắn liền

Haplophryne mollis là một loài thuộc bộ Cá vây chân họ Linophrynidae và là loài duy nhất trong chi Haplophryne. Nó được tìm thấy ở vùng biển sâu và vùng mesopelagic ở phần nhiệt đới và cận nhiệt đớn của các đại dương trên thế giới tại độ sâu xuống đến 2.250 m.

## Mô tả
Con Haplophryne mollis cái trưởng thành lớn hơn nhiều so với con đực trưởng thành, với chiều dài tối đa 16 cm (6,3 in), nhưng phổ biến là 8 cm (3 in). Như các loài cá vây chân khác, vây lưng phía trước được thay thế bởi một mấu thịt nhô lên (tiếng Anh là esca) phía trước miệng để thu hút con mồi, nhưng với loài này nó chỉ là một đoạn da nhú lên và không có cái gọi là "cần câu". Loài cá này có xương sống ở phía trên mắt và góc hàm. Mặt nó lớn và góc cạnh với miệng rất rộng, được trang bị rất nhiều răng nhỏ trong cả hai hàm. Vây lưng của nó không có gai nhưng bao gồm ba tia mềm, được đặt xa về phía sau thân;, vây hậu môn cũng có ba tia mềm và duôi cong.
Không giống như hầu hết các loài cá chân vây khác ở biển sâu, H. mollis thiếu sắc tố da, và cả hai giới đều xanh xao và mờ, với những cơ bắp và một phần của bộ xương hiện rõ qua da. Những con đực sống tự do chỉ lớn đến 2 cm (0,8 in), và khác với con cái trưởng thành và vị thành niên bởi sự thiếu phần ngắn nhìn giống bong bóng nhú lên và có vây nhỏ hơn. Con cái vị thành niên thiếu gai trang trí trên đầu.

## Phân bố
Vì loài cá này sống ở nơi rất sâu, nó ít khi gặp phải của con người. Năm 2009 theo báo cáo có 88 cá thể cái đã được quan sát. Loại mẫu vật này được miêu tả bởi nhà động vật học Đức August Brauer năm 1902 từ Ấn Độ Dương. Một mẫu vật Ấn Độ Dương là cá thể đực bắt được tại biển phía Tây Úc. Các mẫu vật khác đã được đánh từ biển Đại Tây Dương, biển Caribe và vịnh México, giữa 55°B và 40°N. Có các mẫu vật đã được tìm thấy ở Thái Bình Dương phía đông nước Úc, New Caledonia và New Zealand, gần Hawaii và trong Vịnh Panama. Nó được tìm thấy ở vùng biển sâu và vùng mesopelagic của các phần nhiệt đới và cận nhiệt đới của các đại dương trên thế giới tại độ sâu xuống đến 2.250 m.

## Vòng đời và sinh thái
Con H. mollis đực lúc đầu sống tự do, nhưng khi nó đã tìm thấy một con cái nó bám vào con cái bằng răng. Trong hầu hết các loài cá thuộc bộ cá vây chân điểm dính cho con đực là trên bụng, gần hậu môn, nhưng trong H. mollis chỗ bám có thể là bất cứ nơi nào trên đầu hoặc cơ thể, và trong một trường hợp, một con đực đã bám vào mấu thịt nổi lên trên đầu con cái. Những con đực tự bám theo hướng ngẫu nhiên, và có thể có nhiều hơn một đực bám vào một con cái. Một cái gai, hay một ít thịt nổi lên, có thể là chỗ bám tốt cho con đực. Miệng của con đực bị chăn một phần bởi cái gai, nhưng thường mở ra ở một trong hai bên đủ để cho nước chảy vào mang. Theo thời gian, con đực hợp nhất vào con cái, và các mô của chúng kết hợp. Con đực có thể được coi như là một loại ký sinh trùng của con cái, nhưng chỉ có khoảng 30% con cái trưởng thành được nhìn thấy có con đực gắn vào, rất nhiều con cái có thể không bao giờ gặp được bạn đời, và vẫn đơn độc, không sinh sản trong suốt quãng thời gian chúng sống.